# Coelioxys patiens
Coelioxys patiens är en biart som beskrevs av Holmberg 1916. Coelioxys patiens ingår i släktet kägelbin, och familjen buksamlarbin. Inga underarter finns listade i Catalogue of Life.